# 趙才
趙 才（ちょう さい、547年 - 619年）は、中国の隋の軍人。字は孝才。本貫は張掖郡酒泉県。

## 経歴
順政郡太守の趙寿の子として生まれた。北周のとき輿正上士となった。581年、隋が建国されると、軍功により上儀同三司となり、晋王楊広に仕えた。楊広が皇太子となると、右虞候率に任ぜられた。604年、煬帝（楊広）が即位すると、左備身驃騎となり、後に右驍衛将軍に転じた。煬帝は晋王時代以来の旧臣として信任し、趙才も謹直につとめて声望があった。1年あまりして、右候衛将軍に転じた。609年、吐谷渾に対する遠征に従い、行軍総管となって、衛尉卿の劉権や兵部侍郎の明雅らを率いて合河道に進出し、吐谷渾軍と遭遇して撃破した。功績により金紫光禄大夫の位に進んだ。612年、高句麗遠征では、碣石道に進出し、帰還すると左候衛将軍に任ぜられた。後に右候衛大将軍に転じた。614年、煬帝が汾陽宮に幸すると、趙才は東都洛陽の留守をつとめた。
616年、煬帝は洛陽にあって、江都に移ろうと考えていた。趙才は叛乱が続発する情勢をみて、隋王朝が瓦解するのを恐れ、煬帝を強く諫めた。煬帝は激怒して趙才の身柄を刑吏に引き渡したが、10日ほどして怒りを解き、釈放させた。煬帝が江都に移ると、趙才も従った。ときに江都の食糧が不足し、将士の士気が下がってくると、内史侍郎の虞世基と秘書監の袁充らは煬帝に丹陽に移るよう勧めた。煬帝がそのことを議論させると、趙才は長安に戻るよう主張し、虞世基は長江を渡るよう主張した。煬帝は黙って無言だったので、趙才と虞世基はともに怒って退出した。618年、宇文化及が煬帝を殺害したさい、趙才は苑北にいた。宇文化及は驍果の席徳方を派遣して詔といつわって趙才を追わせた。趙才は詔と聞くと出てきたので、席徳方は趙才を捕らえさせて宇文化及のもとに護送した。趙才は宇文化及に問われても答えなかったので、宇文化及は怒って殺そうとしたが、3日して釈放した。趙才は本官のまま宇文化及に従ったが、本意ではなかったので鬱々として楽しまなかった。あるとき趙才は宇文化及の宴会に参加し、宇文化及の乱に参加した18人に酒を勧め、杯を取って「18人はとどまるべきを一度おこなった。またもう一度やってはいけない」と言うと、諸人は答えることができなかった。619年、聊城まで到着すると、病の床に伏した。宇文化及が竇建徳に敗れると、趙才はまた捕虜となった。数日後に死去した。享年は73。

## 伝記資料
- 『隋書』巻六十五 列伝第三十
- 『北史』巻七十八 列伝第六十六